# Кілечеревний вуж
Кілечеревний вуж (Macropisthodon) — рід неотруйних змій родини Вужеві. Має 4 види.

## Опис
Загальна довжина представників цього роду коливається від 40 см до 1 м. Голова трикутна, відокремлена шийним перехопленням. Очі з круглими зіницями. Тулуб тонкий з сильно кілеватою лускою лише на череві. Хвіст куций.
Забарвлення жовте, помаранчеве, червоне, зелене з численними чорними широкими смугами або плямами на спині.

## Спосіб життя
Полюбляють луки, рідколісся, місцини біля водойм, гори. Зустрічаються на висоті до 1000 м над рівнем моря. Активні вночі. Харчуються земноводними.
Це яйцеживородні змії. Самиці народжують до 20 дитинчат.

## Розповсюдження
Мешкають у південній, південно-східній та східній Азії.

## Види
- Macropisthodon flaviceps
- Macropisthodon plumbicolor
- Macropisthodon rhodomelas
- Macropisthodon rudis